# Неготинска българска община
Неготинската българска община е гражданско-църковно сдружение на българите екзархисти във втория по големина тиквешки град Неготино. Нейно задължение е поддръжката на българските училища, читалище и църкви, както и заплатите на учителите в града.

## История
Общината е създадена преди 1870 година. Тя се бори и с плъзналата в Тиквеш униатска пропаганда.
През май 1878 година хаджи Арсо Андов и Христо Николов от името на Неготинската българска община подписват Мемоара на българските църковно-училищни общини в Македония, с който се иска присъединяване на Македония към новообразуващата се българска държава.